# Йоас, Ханс
Ханс Йоас (нем. Hans Joas; 27 ноября 1948, Мюнхен) — немецкий социальный философ и социолог. Почетный профессор кафедры Эрнста Трёльча на факультете теологии в Берлине, работал в разных университетах в Европы и США, опубликовал несколько книг по социальной теории.
Вклад Йоаса состоит в переносе и реконструкции традиций философии прагматизма в рамках немецкой социальной теории. Другими важными темами работ Йоаса являются возникновение ценностей прав человека, изменение ценностей в современном обществе, социология религии, социология войны и мира.

## Книги на русском
- Ханс Йоас. Возникновение ценностей (Алетейя 2013, 312 с., ISBN 978-5-91419-796-1).
- Ханс Йоас, Вольфганг Кнёбль. Социальная теория. 20 вводных лекций (Алетейя 2011, 840 с., ISBN 	978-5-91419-524-0).
- Ханс Йоас. Креативность действия (Алетейя 2005, 320 с., ISBN 5-89329-782-9).

## Статьи на русском
- Ханс Йоас. Будущее христианства // Социологические исследования. 2009. №11. С.78-88 [4].
- Ханс Йоас. Макс Вебер и происхождение прав человека: исследование культурной инновации // Журнал социологии и социальной антропологии. 2011. Т.14. №1. С.32-50.[5].
- Ханс Йоас. К миру через демократию? // Социологические исследования. 2012. №6. С.24-35 [6].

## Интервью и обзорные статьи об авторе на русском
- Ханс Йоас. Действие - это состояние, в котором существуют люди в мире // Социологические исследования. 2010. №8. С.112-122 [7].
- Интервью с профессором Хансом Йоасом // Журнал социологии и социальной антропологии. 2011. Т.14. №1. С.5-31 [8].
- Ханс Йоас: «…если бы не существовало… социологии, то сейчас могла бы появиться идея изобрести ее…» // Социология: Научно-теоретичесский журнал. 2010. №3. С.72-76  [9].
- Титаренко Л.Г. Социология Ханса Йоаса // Социологические исследования. 2012. №5. С.29-38 [10].

## Книги на английском
- George Herbert Mead. A Contemporary Re-examination of His Thought (MIT Press 1985, ISBN 978-0-262-10033-5).
- Social Action and Human Nature (with Axel Honneth) (Cambridge University Press 1988, ISBN 978-0-521-33935-3).
- Pragmatism and Social Theory (University of Chicago Press 1993, 978-0-226-40042-6).
- The Creativity of Action (University of Chicago Press 1996, ISBN 978-0-226-40044-0).
- The Genesis of Values (University of Chicago Press 2000, ISBN 978-0-226-40040-2).
- War and Modernity (Blackwell 2003, ISBN 978-0-745-62644-4).
- Social Theory (with Wolfgang Knoebl) (Cambridge University Press 2009, ISBN 978-0-521-87063-4).
- Do We Need Religion? On the Experience of Self-Transcendence (Paradigm 2009, ISBN 978-1-594-51439-5).
- War in Social Thought: A History (with Wolfgang Knoebl) (Princeton University Press 2012, ISBN 978-0-691-15084-0).
- The Sacredness of the Person: A New Genealogy of Human Rights (Georgetown University Press 2012, ISBN 978-1-589-01969-0).
- The Axial Age and Its Consequences (Belknap Press 2012, ISBN 978-0-674-06649-6).

## Книги на немецком (избранные)
- Die Kreativität des Handelns. Suhrkamp, Frankfurt am Main 1996, ISBN 978-3-518-28848-1.
- Die Entstehung der Werte, Suhrkamp, Frankfurt am Main 1999, ISBN 978-3-518-29016-3 .
- Die Sakralität der Person. Eine neue Genealogie der Menschenrechte, Suhrkamp, Frankfurt am Main 2011, ISBN 978-3-518-58566-5.
- (mit José Casanova): Religion und die umstrittene Moderne, Stuttgart: Kohlhammer 2010 (Globale Solidarität - Schritte zu einer neuen Weltkultur; Bd 19), ISBN 978-3-17-021234-3.
- Die lange Nacht der Trauer. Erzählen als Weg aus der Gewalt? (Psychosozial-Verlag, Giessen 2015, ISBN 978-3-8379-2267-7).
- Sind die Menschenrechte westlich? (Kösel, München 2015, ISBN 978-3466371266).

## Внешние ссылки
- Hans Joas in the central informationsystem of the Humboldt-Universität zu Berlin